# Aeroporto de Manicoré
O Aeroporto de Manicoré (IATA: MNX, ICAO: SBMY) é um aeroporto brasileiro localizado no município de Manicoré, no estado do Amazonas. Possui uma pista pavimentada e sinalizada de 1.600 metros. Coordenadas: Latitude: 05º 49' 01" S / Longitude: 061º 17' 02" W. O aeroporto está situado a 332 km da capital estadual, Manaus, e 1.831 km de Brasília, capital nacional. 

## Reforma
É um dos 25 aeroportos do Amazonas incluídos no PDAR - Plano de Desenvolvimento da Aviação Regional, criado em 2012, do Governo Federal, que visa construir e/ou reformar num total de 270 aeroportos em todo o país.